# نيل كريستيان
نيل كريستيان (بالإنجليزية: Neil Christian)‏ هو مغني بريطاني، ولد في 4 فبراير 1943 في هوكستون في المملكة المتحدة، وتوفي في 4 يناير 2010.

## وصلات خارجية
- نيل كريستيان على موقع ميوزك برينز (الإنجليزية)
- نيل كريستيان على موقع ديسكوغز (الإنجليزية)